# 中山正嘉
中山 正嘉（なかやま ただよし、1917年7月3日 - 1994年7月4日）は、愛媛県出身のプロ野球選手（投手）。
戦前の名古屋金鯱軍のエースで、1938年春から1940年にかけて4シーズン連続でチームの勝利数の半数以上の勝ち星を稼いだ。1940年の29敗はシーズン最多敗戦の日本プロ野球記録。

## 来歴・人物
松山商業では、1935年の春の甲子園でベスト8まで進出し、夏の甲子園では決勝で育英商を完投勝利で破り優勝投手となった。チームメイトには千葉茂・筒井修などがいた。
1937年に名古屋金鯱軍に入団。同年の4月5日に対大東京軍戦で初登板すると、3安打1四死球11奪三振で無失点に抑え、日本プロ野球史上2人目の初登板で完封勝利を挙げる、スコアは7対0。同年は古谷倉之助や鈴木鶴雄とともにマウンドを守り、春季5勝、秋季7勝を挙げる。1938年は古谷や鈴木が勝ち星を挙げられない中で奮闘、春秋通算でチーム24勝のうち中山だけで14勝を稼ぎ、春季は防御率2.86でリーグ8位に付けた。1939年はチーム36勝の2/3以上にあたる25勝（21敗）を挙げ、防御率も2.03（リーグ5位）とキャリアハイの記録を残した。
1940年5月12日の対イーグルス戦で当時の最多記録の1試合13与四球を記録する。シーズンを通してはリーグ最多の61試合に登板するが、18勝29敗、防御率2.86（リーグ23位）と前年より成績を落とした。なお、シーズン29敗は現在まで日本プロ野球記録となっている。1941年は5試合の登板でわずか1勝に終わりこの年限りで退団、兵役に就いていたかどうかは不明であるが、1941年に応召したものと思われる。
戦前の酷使で肩を痛め、終戦後は球界を離れて松山に帰郷していたが、1950年のセ・パ両リーグ分立の際に広島カープが結成されると、選手集めに奔走していた監督の石本秀一の誘いを受け、中山は約10年のブランクがあり既に32歳になっていたが、プロ野球界に復帰する。さらに、石本の命を受けて中山は香川の尽誠学園の監督であった樋笠一夫を勧誘。「俺は32歳になるが、今度広島に出来る球団に入る。男は30歳で勝負だ」との口説き文句で、樋笠を入団にこぎ着けた。しかし、中山は肩を故障していた上に10年のブランクは大きく、僅か2勝（10敗）、防御率7.65と結果を残せず、翌1951年のシーズン途中に引退した。
引退後は、大阪府池田市で中山物産の社長を務めた。1994年7月4日に死去。満77歳没。

## 選手としての特徴
三振の山を築くような派手な投手ではなかったが、鋭いシュート・カーブを武器とし、凡打させる率が多かった。

## 詳細情報

### 年度別投手成績
| 年 度     | 球 団     | 登 板 | 先 発 | 完 投 | 完 封 | 無 四 球 | 勝 利 | 敗 戦 | セ 丨 ブ | ホ 丨 ル ド | 勝 率 | 打 者 | 投 球 回 | 被 安 打 | 被 本 塁 打 | 与 四 球 | 敬 遠 | 与 死 球 | 奪 三 振 | 暴 投 | ボ 丨 ク | 失 点 | 自 責 点 | 防 御 率 | W H I P |
| --------- | --------- | ----- | ----- | ----- | ----- | -------- | ----- | ----- | -------- | ----------- | ----- | ----- | -------- | -------- | ----------- | -------- | ----- | -------- | -------- | ----- | -------- | ----- | -------- | -------- | ------- |
| 1937春    | 金鯱      | 24    | 8     | 4     | 3     | 0        | 5     | 7     | --       | --          | .417  | 430   | 97.0     | 80       | 0           | 59       | --    | 2        | 51       | 2     | 0        | 45    | 35       | 3.25     | 1.43    |
| 1937秋    | 金鯱      | 19    | 13    | 7     | 1     | 0        | 7     | 9     | --       | --          | .438  | 519   | 113.0    | 95       | 5           | 84       | --    | 3        | 62       | 3     | 0        | 64    | 52       | 4.14     | 1.58    |
| 1938春    | 金鯱      | 19    | 12    | 8     | 1     | 0        | 8     | 7     | --       | --          | .533  | 551   | 125.2    | 96       | 3           | 79       | --    | 1        | 57       | 3     | 0        | 57    | 40       | 2.86     | 1.39    |
| 1938秋    | 金鯱      | 24    | 14    | 8     | 0     | 0        | 6     | 13    | --       | --          | .316  | 595   | 134.1    | 113      | 4           | 85       | --    | 2        | 76       | 1     | 0        | 73    | 54       | 3.60     | 1.47    |
| 1939      | 金鯱      | 60    | 40    | 30    | 8     | 0        | 25    | 21    | --       | --          | .543  | 1573  | 379.2    | 281      | 3           | 175      | --    | 2        | 178      | 2     | 1        | 124   | 86       | 2.04     | 1.20    |
| 1940      | 金鯱      | 61    | 29    | 19    | 2     | 0        | 18    | 29    | --       | --          | .383  | 1601  | 367.1    | 305      | 2           | 216      | --    | 4        | 193      | 5     | 0        | 169   | 117      | 2.86     | 1.42    |
| 1941      | 大洋軍    | 5     | 1     | 0     | 0     | 0        | 1     | 1     | --       | --          | .500  | 63    | 15.1     | 7        | 0           | 12       | --    | 0        | 4        | 0     | 0        | 6     | 5        | 2.81     | 1.24    |
| 1950      | 広島      | 20    | 10    | 1     | 0     | 0        | 2     | 10    | --       | --          | .167  | 299   | 59.2     | 79       | 7           | 41       | --    | 3        | 19       | 0     | 0        | 66    | 51       | 7.65     | 2.01    |
| 通算：6年 | 通算：6年 | 232   | 127   | 77    | 15    | 0        | 72    | 97    | --       | --          | .426  | 5631  | 1292.0   | 1056     | 24          | 751      | --    | 17       | 640      | 16    | 1        | 604   | 440      | 3.07     | 1.40    |

- 各年度の太字はリーグ最高、赤太字はNPBにおける歴代最高

### 記録
- シーズン最多敗戦：29（1940年）※日本プロ野球記録

### 背番号
- 6（1937年 - 1940年）
- 20（1941年、1950年 - 1951年）